# Karlskoga Bats
Karlskoga Bats Basebollklubb grundades 1992 som den första basebollklubben i Värmland av ett gäng hemåtvändande utbytesstudenter, som hade studerat ett år på high-school i olika delar av USA.
Klubben spelar sedan 1999 i Elitserien, som är den högsta basebollserien i Sverige. 
Säsongerna 2007, 2010 och 2012 har laget tagit SM-Guld. Även JSM-Guld 2005 och 2024 finns bland meriterna.
Följande spelare med Karlskoga Bats som moderklubb har representerat seniorlandslaget: Olle Öijen, Elias Sölveling Kent Karlsson (moderklubb Oslo Alligators), Christoffer "Bullen" Lyckeqvist, Emil Lundh, Stefan Fahlin, Petter Lundberg, Gustav Öijen och Jakob Lindkvist.
Sedan säsongen 2023 deltar även föreningen i softbollserien för damer.